# Meyvabükü, Güdül
Meyvabükü là một xã thuộc huyện Güdül, tỉnh Ankara, Thổ Nhĩ Kỳ. Dân số thời điểm năm 2011 là 40 người.